# Les Bidasses en vadrouille
Pour plus de détails, voir Fiche technique et Distribution.
 Les Bidasses en vadrouille est un film français réalisé par Christian Caza (pseudonyme de Michel Ardan), sorti en 1979.

## Synopsis
Après les grandes manœuvres, quatre jeunes soldats, René, Sylvain, Gérard et Alain, arrivent au bout de leur service militaire et font une virée de deux cents kilomètres avec un char d'assaut dernier modèle AM17 surnommé « l'Invincible » afin de rejoindre leur base. Obligés de nettoyer l'engin, les bidasses vont jeter la panique sur un marché et commettre involontairement un hold-up.

## Fiche technique
- Titre : Les Bidasses en vadrouille
- Réalisation : Christian Caza (pseudonyme de Michel Ardan)
- Scénario : Christian Caza, Richard Balducci, Michel André
- Musique : Martin Circus
- Production : 1978 par Michel Ardan pour Les Productions Belles Rives
- Pays d'origine :  France
- Format : Couleurs - son stéréo -
- Genre : comédie
- Durée : 94 minutes
- Date de sortie :
  - France : 14 février 1979
- Affiche : René Ferracci (France)

## Distribution
- Gérard Blanc : Gérard
- René Guérin : René
- Alain Pewzner : Alain
- Sylvain Pauchard : Sylvain
- Alain Nobis : le Ministre des finances
- Gérard Croce : le gendarme Crochet
- Lionel Rocheman : Papenbergenbaum, dit « Papa »
- René Tramoni : le patron du garage (concepteur de publicité)
- Jean Panisse : le laveur de voitures
- Pierre Douglas : le ministre de l'intérieur
- Guilhaine Dubos : Martine
- Paul Mercey : le Colonel Charrier
- Marja : une suédoise
- Jean-Pierre Lorrain : le ministre de la guerre
- Debbi : une suédoise
- Suzie Jaspard
- Rosette Jaubert
- Martine Guy
- Isabelle Roux
- Jean Rossignol

### Box-office
| Pays              | Box-office | Nbre de sem. | Classement TLT | Source |
| Box-office France | ? entrées  | ? en 1979    | -              |        |
| Box-office Paris  | ? entrées  | ? en 1979    | ? sem.         |        |

## À propos du film
- Les héros principaux sont les membres du groupe Martin Circus. Ils composent aussi la musique.
- C'est la deuxième participation du groupe aux films de la série Les Bidasses puisqu'ils avaient déjà collaboré, en 1971, au film Les Bidasses en folie réalisé par Claude Zidi.
- Le titre Disco Circus, tiré de la bande originale du film, se classe même dans les palmarès américains. Il est par la suite réutilisé dans le film Peut-être en 1999.